# Bayet
Bayet ist eine französische Gemeinde mit 673 Einwohnern (Stand: 1. Januar 2022) im Département Allier in der Region Auvergne-Rhône-Alpes. Sie gehört zum Arrondissement Vichy und zum Gemeindeverband Saint-Pourçain-sur-Sioule. Die Bewohner werden Bayétois und Bayétoises genannt.

## Geographie
Die Gemeinde liegt etwa 20 Kilometer nordwestlich von Vichy. Bayet wird vom Fluss Sioule durchquert, an der nordwestlichen Gemeindegrenze verläuft sein Nebenfluss Bouble. Nachbargemeinden von Bayet sind Saint-Pourçain-sur-Sioule im Norden, Loriges im Osten, Saint-Didier-la-Forêt im Südosten, Broût-Vernet im Süden, Barberier im Südwesten, Étroussat im Westen sowie Chareil-Cintrat im Nordwesten.

## Geschichte
Die Gemeinde Martilly wurde 1807 nach Bayet eingemeindet. Bereits zuvor kam die Gemeinde Nérigners zu Bayet.

### Bevölkerungsentwicklung
| Jahr      | 1968 | 1975 | 1982 | 1990 | 1999 | 2006 | 2014 | 2022 |
| Einwohner | 607  | 593  | 528  | 556  | 606  | 663  | 704  | 673  |

## Sehenswürdigkeiten
- romanische Kirche Saint-Marcel, im 12. Jahrhundert erbaut, Monument historique[1]
- Schloss Martilly
- Schloss Défend

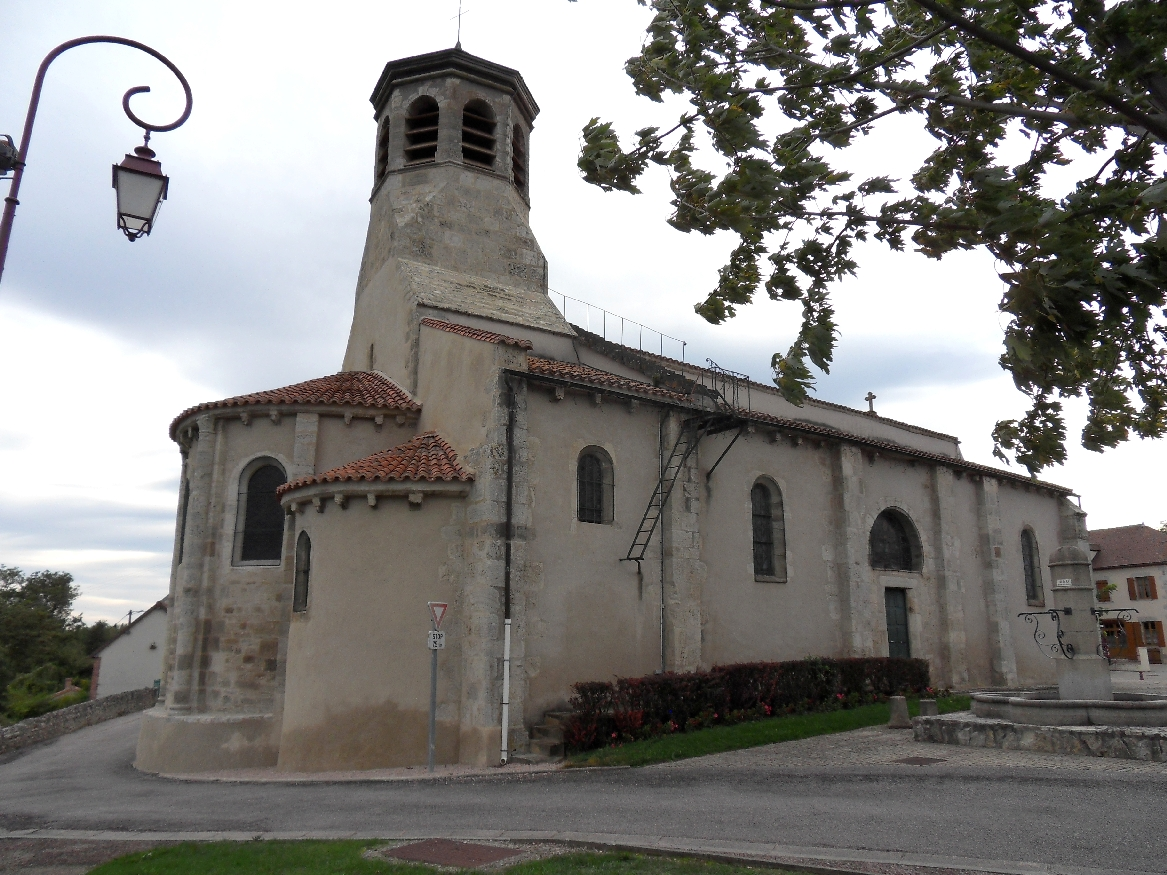
Kirche Saint-Marcel

## Belege
1. ↑  Kirche Saint-Marcel in der Base Mérimée des französischen Kulturministeriums (französisch)